# Bulson
Bulson település Franciaországban, Ardennes megyében. Lakosainak száma 138 fő (2022. január 1.). Bulson Cheveuges, Haraucourt, Maisoncelle-et-Villers, Noyers-Pont-Maugis, Thelonne és Chémery-Chéhéry községekkel határos.

## Népesség
A település népességének változása:
| Lakosok száma | 100  | 82   | 108  | 133  | 134  | 134  | 134  | 134  | 133  | 138  |
|               | 1968 | 1982 | 1990 | 2006 | 2013 | 2015 | 2017 | 2019 | 2020 | 2022 |